# Escrime aux Jeux paralympiques d'été de 2024
Navigation
Tokyo 2020 Los Angeles 2028
Les épreuves d'escrime aux Jeux paralympiques d'été de 2024 se déroulent du 3 au 7 septembre 2024 au  Grand Palais, en France. Il s'agit de la 17e apparition de l'escrime aux Jeux paralympiques.
Seize finales figurent au programme de cette compétition (huit masculines et huit féminines). Les escrimeurs utiliseront l'épée, le fleuret et le sabre dans les épreuves individuelles et l'épée et le fleuret dans les épreuves par équipes.

## Organisation

### Lieu de la compétition

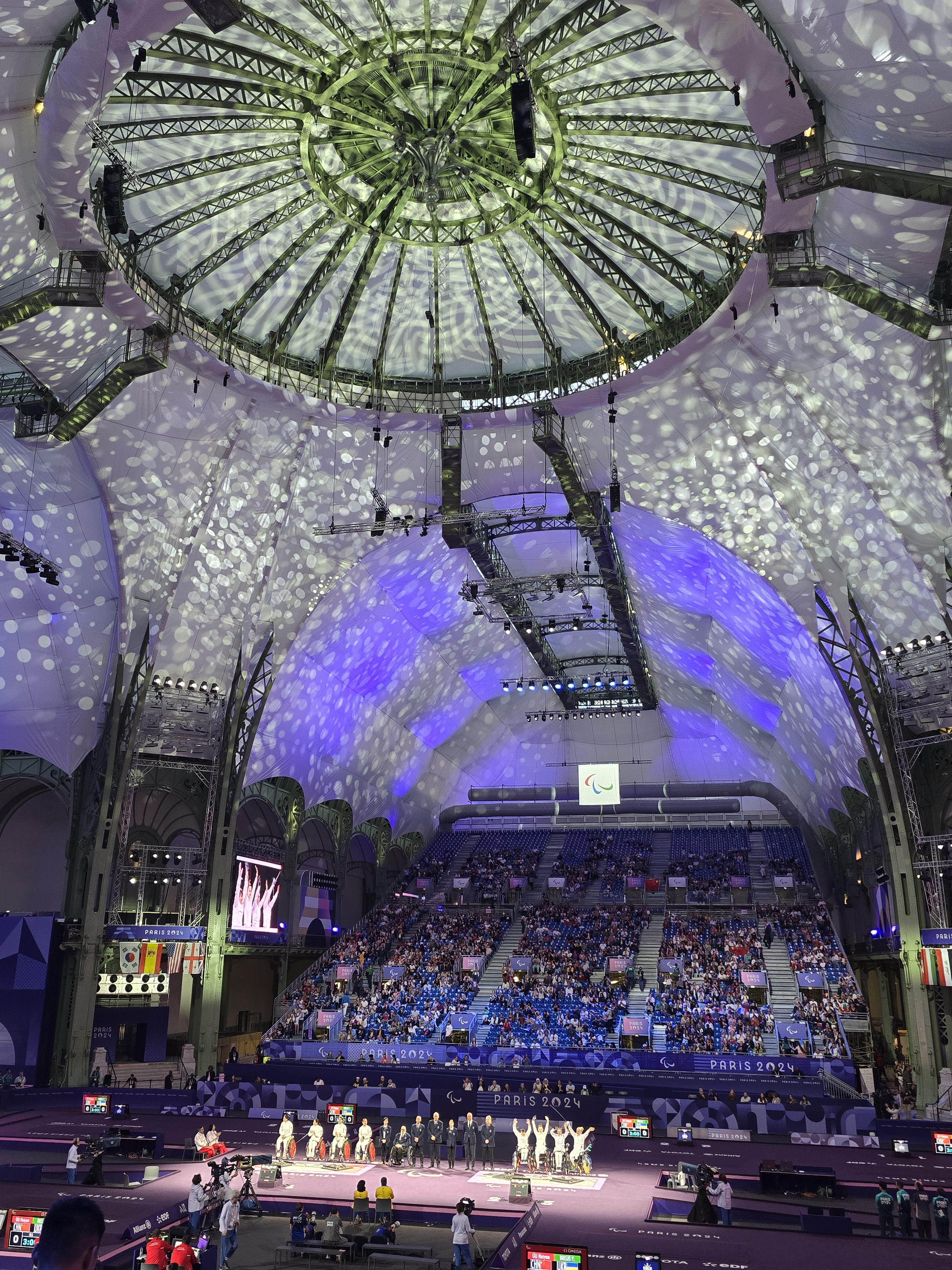
Présentation des sportives chinoises et ukrainiennes lors de la finale d'épée par équipe.

Les compétitions d'escrime fauteuil ont lieu dans la nef du Grand Palais, un monument parisien situé en bordure des Champs-Élysées, ouvert en 1900.
Outre les épreuves d’escrime handisport, le site accueille également celles de taekwondo et, lors des Jeux olympiques, les épreuves de escrime et de taekwondo.

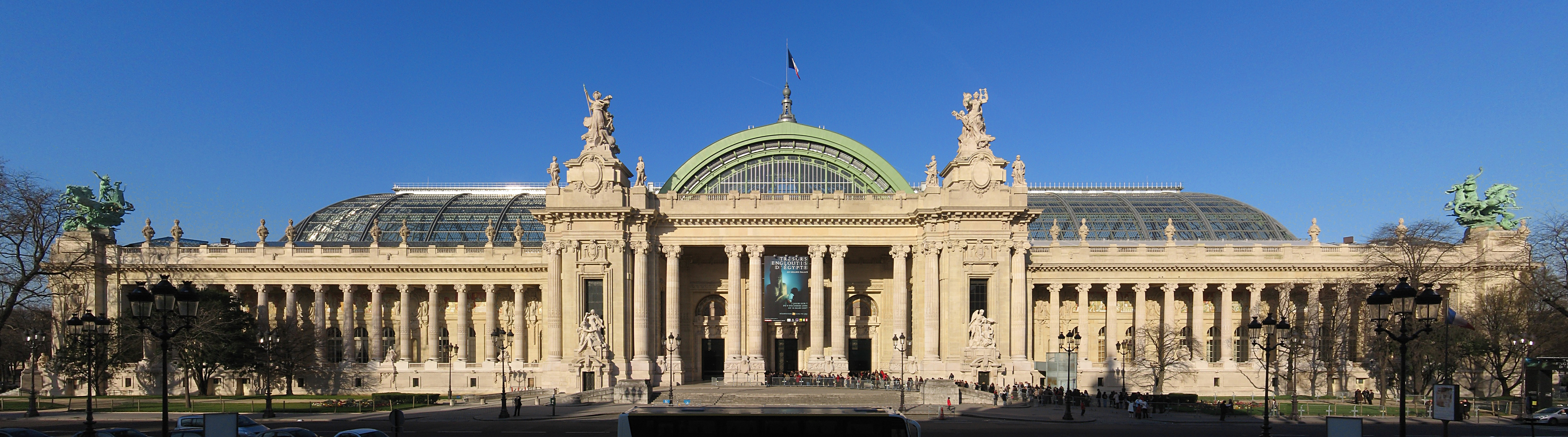
Façade principale du Grand Palais.

### Calendrier
- F : finales

| Épreuve ↓ / Date → | Épreuve ↓ / Date → | Épreuve ↓ / Date → | Septembre | Septembre | Septembre | Septembre | Septembre |
| Épreuve ↓ / Date → | Épreuve ↓ / Date → | Épreuve ↓ / Date → | Ma 3      | Me 4      | Je 5      | Ve 6      | Sa 7      |
| ------------------ | ------------------ | ------------------ | --------- | --------- | --------- | --------- | --------- |
| Hommes             | Épée               | Individuel A       |           |           |           | F         |           |
| Hommes             | Épée               | Individuel B       |           |           |           | F         |           |
| Hommes             | Épée               | Par équipes        |           |           |           |           | F         |
| Hommes             | Fleuret            | Individuel A       |           | F         |           |           |           |
| Hommes             | Fleuret            | Individuel B       |           | F         |           |           |           |
| Hommes             | Fleuret            | Par équipes        |           |           | F         |           |           |
| Hommes             | Sabre              | Individuel A       | F         |           |           |           |           |
| Hommes             | Sabre              | Individuel B       | F         |           |           |           |           |
| Femmes             | Épée               | Individuel A       |           |           |           | F         |           |
| Femmes             | Épée               | Individuel B       |           |           |           | F         |           |
| Femmes             | Épée               | Par équipes        |           |           |           |           | F         |
| Femmes             | Fleuret            | Individuel A       |           | F         |           |           |           |
| Femmes             | Fleuret            | Individuel B       |           | F         |           |           |           |
| Femmes             | Fleuret            | Par équipes        |           |           | F         |           |           |
| Femmes             | Sabre              | Individuel A       | F         |           |           |           |           |
| Femmes             | Sabre              | Individuel B       | F         |           |           |           |           |

### Classification
L'escrime aux Jeux paralympiques se pratique dans un fauteuil roulant immobilisé, à une distance suffisamment courte pour que chaque athlète puisse atteindre son adversaire. Il y a trois catégories, mais seules les catégories A et B participent aux Jeux paralympiques :
| Catégorie | Observations |
| --------- | --- |
| A         | Tireur avec équilibre du tronc. L'escrimeur a des déficiences dans une ou deux jambes et a un bon contrôle du tronc et de son bras d'escrime. Le tireur est capable de se précipiter vers l'avant rapidement et avec force en attaque et de se pencher en arrière en défense avec un contrôle et une bonne agilité. |
| B         | Tireur sans équilibre du tronc. L'escrimeur a des déficiences dans les jambes et le tronc et peut avoir des déficiences légères du bras d'escrime. Les escrimeurs ont besoin d'un support, outre leur fauteuil, pour garder l'équilibre.                                                                            |

## Participants

### Critères de qualification
Un Comité national paralympique (CNP) peut inscrire un maximum de deux athlètes éligibles par épreuve individuelle.
- Au 31 mai 2024, les athlètes masculins et féminins les mieux classés de chaque région (Europe, Amérique/Afrique, Asie/Océanie) dans chaque épreuve individuelle obtiennent une place de qualification.
- Les trois athlètes les mieux classés (non encore qualifiés) dans chaque épreuve individuelle obtiennent leur qualification, jusqu'à un maximum de deux places par CNP dans chaque catégorie.
- Le pays hôte qualifie directement trois athlètes masculins éligibles et trois athlètes féminines éligibles.

Un CNP peut inscrire un maximum d'une équipe dans chacun des événements par équipe.
- L'équipe la mieux classée de chacune des trois régions dans chacune des épreuves par équipe se voit accorder une inscription si elle est classée parmi les 14 premières sur la liste de classement mondial d'escrime en fauteuil roulant de l'IWAS se terminant le 31 mai 2024.
- Après l'attribution de tous les créneaux individuels et afin d'assurer la viabilité des épreuves de médailles par équipe, huit athlètes masculins éligibles et huit athlètes féminines éligibles se verront attribuer un quota chacun. Ces créneaux seront attribués à la discrétion de l'IWAS aux athlètes éligibles qui peuvent compléter une équipe avec d'autres athlètes du même CNP.

Pour chaque épreuve, un athlète sera invité à participer au tournoi grâce à une invitation de bipartite par l'IPC et l'IWAS.
| Épreuve | Épreuve | Nombre maximum | Nombre maximum |
| Épreuve | Épreuve | Hommes         | Femmes         |
| ------- | ------- | -------------- | -------------- |
| Fleuret | Cat. A  | 21             | 21             |
| Fleuret | Cat. B  | 21             | 21             |
| Fleuret | Équipe  | 12             | 12             |
| Épée    | Cat. A  | 21             | 21             |
| Épée    | Cat. B  | 21             | 21             |
| Épée    | Équipe  | 12             | 12             |
| Sabre   | Cat. A  | 21             | 21             |
| Sabre   | Cat. B  | 21             | 21             |

### Nations participantes
| Afrique                              | Amériques                                                                  | Asie                                                                                   | Europe | Océanie |
| ------------------------------------ | -------------------------------------------------------------------------- | -------------------------------------------------------------------------------------- | --- | ------- |
|                                      | - Argentine (1) - Brésil (7) - Canada (3) - États-Unis (6) - Venezuela (1) | - Chine (12) - Corée du Sud (3) - Hong Kong (4) - Irak (3) - Japon (3) - Thaïlande (3) | - Allemagne (1) - Espagne (1) - France (7) - Géorgie (2) - Grande-Bretagne (4) - Hongrie (6) - Italie (10) - Pologne (7) - Turquie (1) - Ukraine (9) |         |
| 0 pays                               | 5 pays                                                                     | 6 pays                                                                                 | 10 pays | 0 pays  |
| Équipe paralympique des réfugiés (1) |                                                                            |                                                                                        | |         |

## Médaillés

### Hommes

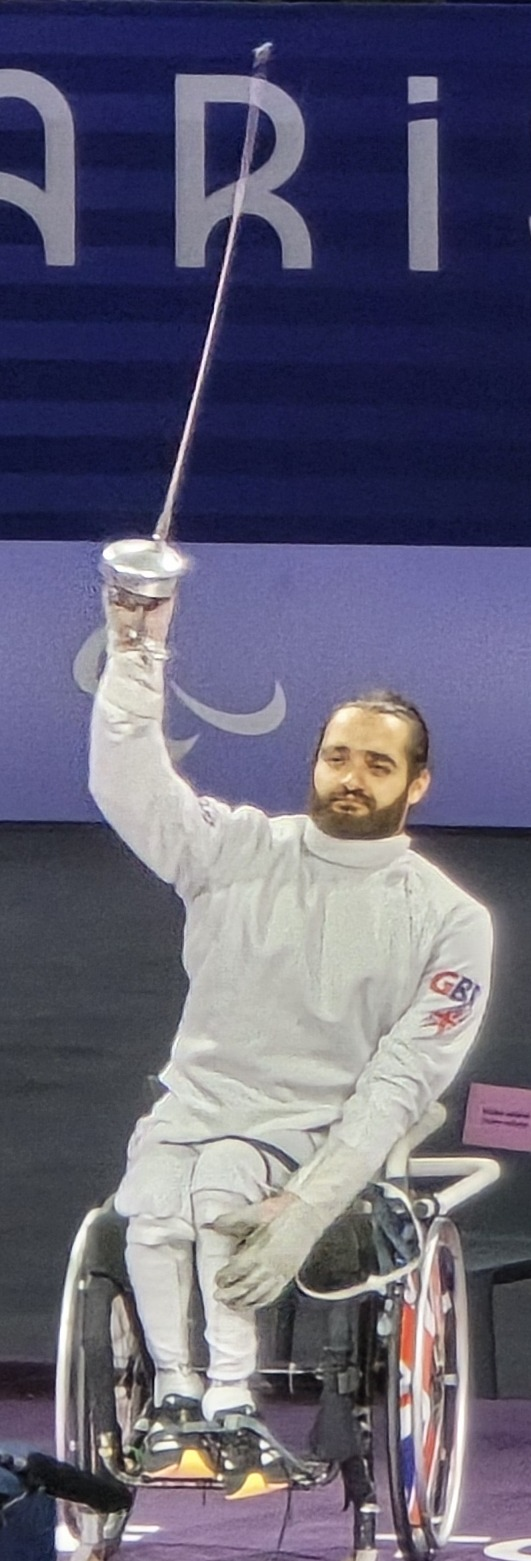
Dimitri Coutya.

| Épreuves             | Or                                           | Argent                                                               | Bronze                                                               |
| Épée individuelle A  | Sun Gang (CHN)                               | Piers Gilliver (GBR)                                                 | Hakan Akkaya (TUR)                                                   |
| Épée individuelle B  | Dimitri Coutya (GBR)                         | Visit Kingmanaw (THA)                                                | Michał Dąbrowski (POL)                                               |
| Épée par équipes     | Chine- Sun Gang - Tian Jianquan - Zhang Jie  | Irak- Amar Ali - Zaïnoulabdine al-Madkhouri - Hayder al-Ogaili       | Grande-Bretagne- Dimitri Coutya - Piers Gilliver - Oliver Lam-Watson |
| Fleuret individuel A | Sun Gang (CHN)                               | Matteo Betti (ITA)                                                   | Zhong Saichun (CHN)                                                  |
| Fleuret individuel B | Dimitri Coutya (GBR)                         | Feng Yanke (CHN)                                                     | Hu Daoliang (CHN)                                                    |
| Fleuret par équipes  | Chine- Feng Yanke - Sun Gang - Zhong Saichun | Grande-Bretagne- Dimitri Coutya - Piers Gilliver - Oliver Lam-Watson | France- Ludovic Lemoine - Damien Tokatlian - Maxime Valet            |
| Sabre individuel A   | Maurice Schmidt (GER)                        | Piers Gilliver (GBR)                                                 | Edoardo Giordan (ITA)                                                |
| Sabre individuel B   | Feng Yanke (CHN)                             | Michał Dąbrowski (POL)                                               | Zhang Jie (CHN)                                                      |

### Femmes

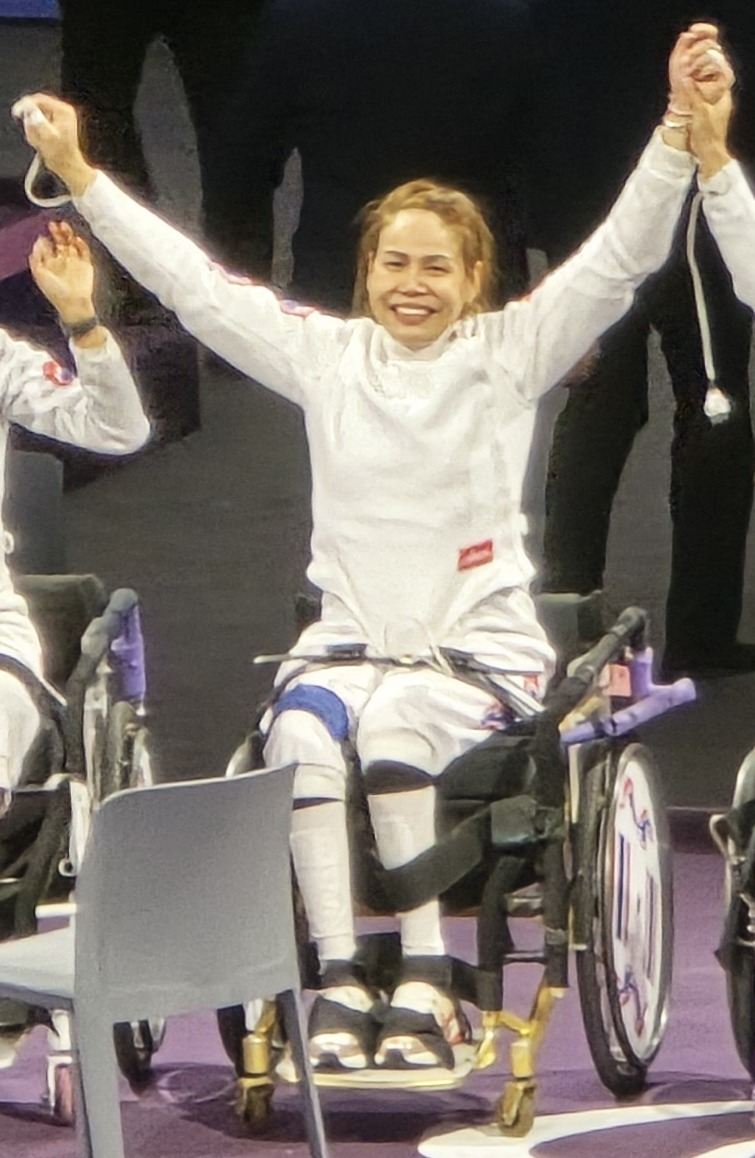
Saisunee Jana.

| Épreuves             | Or                                                      | Argent                                                                     | Bronze                                                          |
| Épée individuelle A  | Chen Yuandong (CHN)                                     | Kwon Hyo-kyeong (KOR)                                                      | Gu Haiyan (CHN)                                                 |
| Épée individuelle B  | Saisunee Jana (THA)                                     | Kang Su (CHN)                                                              | Olena Fedota-Isaïeva (UKR)                                      |
| Épée par équipes     | Chine- Chen Yuandong - Gu Haiyan - Kang Su - Zou Xufeng | Ukraine- Yevheniya Breus - Olena Fedota-Isaïeva - Nataliya Morvych         | Thaïlande- Saisunee Jana - Duean Nakprasit - Aphinya Thongdaeng |
| Fleuret individuel A | Zou Xufeng (CHN)                                        | Gu Haiyan (CHN)                                                            | Judith Rodríguez Menéndez (ESP)                                 |
| Fleuret individuel B | Saisunee Jana (THA)                                     | Xiao Rong (CHN)                                                            | Beatrice Vio (ITA)                                              |
| Fleuret par équipes  | Chine- Gu Haiyan - Xiao Rong - Zou Xufeng               | Hongrie- Eva Hajmasi - Zsuzsanna Krajniak - Boglarka Mezo - Amarilla Veres | Italie- Ionela Mogos - Loredana Trigilia - Beatrice Vio         |
| Sabre individuel A   | Gu Haiyan (CHN)                                         | Kinga Dróżdż (POL)                                                         | Nino Tibilashvili (GEO)                                         |
| Sabre individuel B   | Saisunee Jana (THA)                                     | Xiao Rong (CHN)                                                            | Olena Fedota-Isaïeva (UKR)                                      |

## Tableau des médailles
- Pays organisateur (France)

| Rang  | Nation          | Or | Argent | Bronze | Total |
| ----- | --------------- | -- | ------ | ------ | ----- |
| 1     | Chine           | 10 | 5      | 4      | 19    |
| 2     | Thaïlande       | 3  | 1      | 1      | 5     |
| 3     | Grande-Bretagne | 2  | 3      | 1      | 6     |
| 4     | Allemagne       | 1  | 0      | 0      | 1     |
| 5     | Pologne         | 0  | 2      | 1      | 3     |
| 6     | Italie          | 0  | 1      | 3      | 4     |
| 7     | Ukraine         | 0  | 1      | 2      | 3     |
| 8     | Corée du Sud    | 0  | 1      | 0      | 1     |
| 8     | Hongrie         | 0  | 1      | 0      | 1     |
| 8     | Irak            | 0  | 1      | 0      | 1     |
| 11    | Espagne         | 0  | 0      | 1      | 1     |
| 11    | France          | 0  | 0      | 1      | 1     |
| 11    | Géorgie         | 0  | 0      | 1      | 1     |
| 11    | Turquie         | 0  | 0      | 1      | 1     |
| Total | Total           | 16 | 16     | 16     | 48    |